# مجموعه ورزشی هواسئونگ
مجموعه ورزشی هواسئونگ (به کره‌ای: 화성종합경기타운) یک ورزشگاه در شهر هواسئونگ، کره جنوبی است.
این ورزشگاه در تاریخ ۱ اکتبر ۲۰۱۱ میلادی تأسیس شده و ظرفیت آن ۳۵٬۲۷۰ نفر است.